# Maršovice u Jablonce nad Nisou
Maršovice (deutsch Marschowitz) ist eine der ältesten Gemeinden im Okres Jablonec nad Nisou. 

## Geographie
In Maršovice entspringt die Mohelka.

## Geschichte
Gegründet wurde die Ortschaft zu Beginn des 14. Jahrhunderts, etwa zur gleichen Zeit wie Gablonz. Es ist ein ursprünglich böhmisches Dorf, das später vom Kloster der Zisterzienser in Mnichovo Hradiště kolonisiert wurde.
Die Bewohner lebten vorwiegend von der Landwirtschaft. Angebaut wurden vor allem Flachs und Hafer. Anfang des 19. Jahrhunderts war das Dorf Sitz der Fuhrmänner, die das in der Umgebung hergestellte Glas in die Welt transportierten. 1830 wurden auch die ersten Glasveredlungsmanufakturen errichtet, ab der Mitte des 19. Jahrhunderts gehörte die Ortschaft zum Gerichtsbezirk Gablonz an der Neiße. Im Zweiten Weltkrieg wurden Knöpfe für die Armee hergestellt.
Die Gemeinde hat 610 Einwohner (Stand 2020).

## Gemeindegliederung
Die Gemeinde Maršovice besteht aus den Ortsteilen Čížkovice 1. díl (Tschischkowitz 1. Teil) und Maršovice (Marschowitz).